# Rebecca Downie
Rebecca Downie, chiamata anche «Becky» (Nottingham, 24 gennaio 1992), è una ginnasta inglese, specializzata alle parallele asimmetriche, attrezzo nel quale è stata vicecampionessa del mondo nel 2019 e campionessa europea nel 2014 e nel 2016.
Rebecca Downie è una delle migliori ginnaste al mondo alle parallele asimmetriche. I suoi esercizi sono caratterizzati da elementi e collegamenti di elevata difficoltà, tipici della "scuola inglese", la cui apripista è stata Elizabeth Tweddle.
È sorella della ginnasta Elissa Downie.
È stata membro della nazionale vincitrice delle medaglie d'argento agli europei di Birmingham 2010, Sofia 2014 e Berna 2016, della medaglia d'oro agli Europei di Antalya 2023 e della medaglia di bronzo ai Mondiali di Glasgow 2015.

## Carriera sportiva

### 2007
Viene convocata per partecipare ai campionati del mondo di Stoccarda dove contribuisce al settimo posto della squadra britannica.

### 2008
Al suo secondo anno da senior partecipa ai campionati nazionali dove si laurea campionessa britannica nel concorso individuale e alle parallele asimmetriche.
Viene convocata per far parte della squadra che rappresenterà il Regno Unito ai giochi olimpici di Pechino 2008. Durante le qualificazioni la squadra britannica non riesce a accedere alla finale ma la Downie si qualifica per la finale individuale durante la quale svolge complessivamente una buona gara, piazzandosi al dodicesimo posto.

### 2009
Nel 2009 partecipa ai campionati nazionali britannici che rappresentano uno dei punti più alti della sua carriera. Durante la gara infatti conquista 4 ori ( All Around, parallele asimmetriche, trave e corpo libero) e 1 argento al volteggio.
Viene scelta per rappresentare la squadra britannica ai campionati mondiali di Londra: tuttavia durante la finale individuale cade sia alle parallele che alla trave, concludendo la gara al sedicesimo posto.

### 2010
Ai campionati del mondo di Rotterdam durante la finale a squadre si esibisce solamente al volteggio: la squadra inglese termina la gara in settima posizione.
Rebecca Downie non riesce ad accedere ad alcuna finale individuale.

### 2011
Ai campionati del mondo di Tokyo si qualifica per la finale a squadre dove la Gran Bretagna si piazza al quinto posto.

### 2012
Non viene convocata per far parte della squadra britannica alle Olimpiadi di Londra.

### 2013
Ai campionati europei di Mosca si qualifica al secondo posto per la finale alle parallele asimmetriche ma durante quest'ultima, a causa di una caduta, conclude al settimo posto.
Ai campionati mondiali di Anversa durante le giornate di qualificazione riesce ad accedere alla finale alle parallele asimmetriche durante la quale però, come ai campionati europei, cade e termina la gara all'ultimo posto.

### 2014: campionessa europea alle parallele
A giugno 2014 viene convocata per partecipare ai XX Giochi del Commonwealth di Glasgow con la nazionale inglese, insieme a Ruby Harrold, Kelly Simm, Hannah Whelan, Claudia Fragapane.
Viene convocata per far parte della squadra britannica ai campionati europei di Sofia. Contribuisce a far vincere la medaglia d'argento nella finale a squadre alla Gran Bretagna e, individualmente, vince la medaglia d'oro nella finale alle parallele asimmetriche.
A ottobre viene convocata nella squadra per i Mondiali.
Durante la finale a squadre contribuisce a far aggiungere la settima posizione finale alla squadra britannica. Durante la finale alle parallele asimmetriche invece raggiunge la quinta posizione con il punteggio di 15,166 punti.

### 2015: vicecampionessa europea alle parallele e alla trave, medaglia di bronzo con la squadra a Glasgow
Ai campionati individuali europei di Montpellier vince due medaglie d'argento: una alle parallele asimmetriche e una alla trave.
Ai campionati del mondo di Glasgow, svolgendo due buone prestazioni alle parallele e alla trave,contribuisce ad una storica medaglia di bronzo per la Gran Bretagna.

### 2016: campionessa europea alle parallele per la seconda volta
Durante i campionati europei di Berna a giugno, come due anni prima, la Gran Bretagna sale sul secondo gradino del Podio nella finale a squadra e la Downie vince nuovamente la medaglia d'oro nella finale a parallele.
Viene scelta per far parte della squadra britannica alle Olimpiadi di Rio 2016.
Nella giornata di qualificazione la Downie contribuisce a far accedere la Gran Bretagna alla finale a squadre, inoltre svolge un buon esercizio alle parallele asimmetriche chi viene premiato con un 15,233, il quale però non è sufficiente per accedere alla finale ad attrezzo.
Durante la finale a squadre la Gran Bretagna termina in quinta posizione.

### 2018
Ai campionati del mondo di Doha 2018 si qualifica per la finale alle parallele asimmetriche ma durante quest'ultima, a causa di una caduta, conclude la gara al settimo posto.

### 2019: vicecampionessa del mondo alle parallele
Ai campionati del mondo di Stoccarda 2019 contribuisce a far qualificare la squadra britannica per le olimpiadi di Tokyo 2020 e anche per la finale a squadre, durante la quale la Gran Bretagna si colloca al sesto posto. Si qualifica individualmente anche per la finale alle parallele asimmetriche, durante la quale vince la medaglia d'argento con il punteggio di 15,000.

### 2023: vicecampionessa d'Europa alle parallele
Viene convocata nella squadra nazionale per la partecipazione ai Campionati europei di Antalya (Turchia). Gareggia alle parallele asimmetriche, e con il suo punteggio contribuisce all'oro a squadre. Si qualifica inoltre alla finale alle parallele in cui riesce ad ottenere la medaglia d'argento.